# فرناندو رويز
فرناندو رويز (بالإسبانية: Fernando Ruíz)‏ هو لاعب كرة قدم مكسيكي في مركز الدفاع، ولد في 10 نوفمبر 1996 في San Luis Río Colorado ‏ في المكسيك. لعب مع استوديانتس دي التاميرا ‏.